# Juan de Dios Lastre
Juan de Dios Lastre (n. Loja, Ecuador; 29 de septiembre de 1994) es un futbolista ecuatoriano. Juega de centrocampista y su equipo actual es Búhos ULVR Fútbol Club de la Serie B de Ecuador.

## Trayectoria
Empezó su carrera futbolística en el equipo esmeraldeño en el año 2010, se formó e hizo las formativas en Juventus, la sub-14, la sub-16, la sub-18 en 2009. Tuvo un paso por Liga Deportiva Universitaria en la sub-20 y luego en Técnico Universitario de la Serie A en el equipo principal.
Bajo el mando de Fabián Bustos tuvo su debut en el primer equipo en la máxima categoría del fútbol ecuatoriano el 5 de febrero de 2012, en el partido de la fecha 1 de la primera etapa 2012 ante el El Nacional, fue titular aquel partido que terminó en empate 0–0. En 2013 llegó a Independiente del Valle y en octubre de ese año pasó a Liga Deportiva Universitaria de Portoviejo.
En 2014 tuvo su primer paso por el Club Deportivo Clan Juvenil, en 2015 pasó por el Atacames Sporting Club de la Segunda Categoría de Esmeraldas. En 2016 fichó por Sociedad Deportivo Quito donde marcó su primer gol en torneos nacionales el 6 de julio de 2016 en la fecha 8 del torneo, convirtió el cuarto gol con el que el Quito venció a Liga Deportiva Universitaria de Loja como local por 4–0.
En 2017 estuvo la primera mitad del año en Cumbayá Fútbol Club de la Segunda Categoría de Pichincha, en agosto firmó con Rampla Juniors Fútbol Club de Uruguay, siendo esta su primera experiencia internacional, estuvo convocado a un solo partido. A su regreso al país estuvo en Clan Juvenil donde disputó algunos partidos de Serie B y Copa Ecuador, marcando en total tres goles.
En la temporada 2020 cambió de equipo al América de Quito de la LigaPro Banco Pichincha Pymes.

## Estadísticas

### Clubes
Actualizado al último partido disputado el 3 de octubre de 2023.
| Club                            | Temporada     | Liga  | Liga  | Copas nacionales | Copas nacionales | Copas internacionales | Copas internacionales | Total | Total |
| Club                            | Temporada     | Part. | Goles | Part.            | Goles            | Part.                 | Goles                 | Part. | Goles |
| ------------------------------- | ------------- | ----- | ----- | ---------------- | ---------------- | --------------------- | --------------------- | ----- | ----- |
| Técnico Universitario · Ecuador | 2012          | 25    | 2     | —                | —                | —                     | —                     | 25    | 2     |
| Técnico Universitario · Ecuador | Total         | 25    | 2     | 0                | 0                | 0                     | 0                     | 25    | 2     |
| Liga de Portoviejo · Ecuador    | 2013          | 5     | 0     | —                | —                | —                     | —                     | 5     | 0     |
| Liga de Portoviejo · Ecuador    | Total         | 5     | 0     | 0                | 0                | 0                     | 0                     | 5     | 0     |
| Clan Juvenil · Ecuador          | 2014          | 22    | 0     | —                | —                | —                     | —                     | 22    | 0     |
| Clan Juvenil · Ecuador          | 2018          | 34    | 0     | —                | —                | —                     | —                     | 34    | 0     |
| Clan Juvenil · Ecuador          | 2019          | 22    | 2     | 2                | 1                | —                     | —                     | 24    | 3     |
| Clan Juvenil · Ecuador          | Total         | 78    | 2     | 2                | 1                | 0                     | 0                     | 80    | 3     |
| Atacames S. C. · Ecuador        | 2015          | 11    | 1     | —                | —                | —                     | —                     | 11    | 1     |
| Atacames S. C. · Ecuador        | Total         | 11    | 1     | 0                | 0                | 0                     | 0                     | 11    | 1     |
| Deportivo Quito · Ecuador       | 2016          | 38    | 1     | —                | —                | —                     | —                     | 38    | 1     |
| Deportivo Quito · Ecuador       | Total         | 38    | 1     | 0                | 0                | 0                     | 0                     | 38    | 1     |
| Cumbayá F. C. · Ecuador         | 2017          | 16    | 7     | —                | —                | —                     | —                     | 16    | 7     |
| Cumbayá F. C. · Ecuador         | Total         | 16    | 7     | 0                | 0                | 0                     | 0                     | 16    | 7     |
| Rampla Juniors · Uruguay        | 2017          | 0     | 0     | —                | —                | —                     | —                     | 0     | 0     |
| Rampla Juniors · Uruguay        | Total         | 0     | 0     | 0                | 0                | 0                     | 0                     | 0     | 0     |
| América de Quito · Ecuador      | 2020          | 2     | 0     | —                | —                | —                     | —                     | 2     | 0     |
| América de Quito · Ecuador      | Total         | 2     | 0     | 0                | 0                | 0                     | 0                     | 2     | 0     |
| Vargas Torres · Ecuador         | 2020          | 6     | 1     | —                | —                | —                     | —                     | 6     | 1     |
| Vargas Torres · Ecuador         | Total         | 6     | 1     | 0                | 0                | 0                     | 0                     | 6     | 1     |
| Miguel Iturralde · Ecuador      | 2021          | 11    | 0     | —                | —                | —                     | —                     | 11    | 0     |
| Miguel Iturralde · Ecuador      | Total         | 11    | 0     | 0                | 0                | 0                     | 0                     | 11    | 0     |
| Aampetra · Ecuador              | 2022          | 19    | 4     | 4                | 0                | —                     | —                     | 23    | 4     |
| Aampetra · Ecuador              | Total         | 19    | 4     | 4                | 0                | 0                     | 0                     | 23    | 4     |
| Deportivo Quevedo · Ecuador     | 2023          | 8     | 0     | —                | —                | —                     | —                     | 8     | 0     |
| Deportivo Quevedo · Ecuador     | Total         | 8     | 0     | 0                | 0                | 0                     | 0                     | 8     | 0     |
| Búhos ULVR · Ecuador            | 2023          | 8     | 0     | —                | —                | —                     | —                     | 8     | 0     |
| Búhos ULVR · Ecuador            | Total         | 8     | 0     | 0                | 0                | 0                     | 0                     | 8     | 0     |
| Total carrera                   | Total carrera | 227   | 18    | 6                | 1                | 0                     | 0                     | 233   | 19    |
| 1.                              |               |       |       |                  |                  |                       |                       |       |       |

## Palmarés

### Campeonatos provinciales
| Título                         | Club               | Año  |
| ------------------------------ | ------------------ | ---- |
| Segunda Categoría de Manabí    | Liga de Portoviejo | 2013 |
| Segunda Categoría de Pichincha | Clan Juvenil       | 2014 |
| Segunda Categoría de Pichincha | Aampetra           | 2022 |